# Gnathoribautia punctatus
Gnathoribautia punctatus är en mångfotingart som först beskrevs av Lucas 1849.  Gnathoribautia punctatus ingår i släktet Gnathoribautia och familjen storjordkrypare.
Artens utbredningsområde är Algeriet. Inga underarter finns listade i Catalogue of Life.